# استعمار میرا
 استعمار میرا  (به انگلیسی: A Dying Colonialism) (با ترجمهٔ دیگر از خسرو گلسرخی:  واپسین‌دم استعمار) کتابی است از فیلسوف مارکسیست قرن بیستم، فرانتس فانون، که آن را درسال ۱۹۵۹ به چاپ رساند. این کتاب جزئیاتی از جریان و تغییرات سیاسی و اجتماعی جنگ استقلال‌طلبانهٔ الجزایر ارائه می‌دهد. در این اثر فانون به نقش زنان در جریان انقلاب، نقش رادیو و نیز علم پزشکی به عنوان ابزاری در دست استعمارگران و مبارزان رهایی‌بخش و همچنین تغییراتی که در نهاد خانواده و فرهنگ جامعهٔ الجزایر رخ می‌دهد، می‌پردازد.